# Петроній Анніан
Петроній Анніан (*Petronius Annianus, д/н — після 317) — державний діяч Римської імперії.

## Життєпис
Походив з роду Публіліїв. Син Луція Публілія Петронія Волузіана, консула-суфекта, і Аннії(доньки Гая Аннія Анулліна, консула 295 року). Про нього обмаль відомостей. 314 року стає консулом (разом з Гаєм Цейонієм Руфієм Волузіаном). 315 року призначається префектом преторія (спільно з Юлієм Юліаном). Перебував на посаді до 317 року. Подальша доля невідома.

## Родина
- брат — Петроній Пробіан, консул 322 року